# Apocryptus tikari
Apocryptus tikari är en stekelart som beskrevs av Gupta 1983. Apocryptus tikari ingår i släktet Apocryptus och familjen brokparasitsteklar. Inga underarter finns listade i Catalogue of Life.